# Joseph Yodoyman
Joseph Yodoyman, né en 1950 et mort le 22 novembre 1993, est un fonctionnaire et homme politique tchadien, Premier ministre de 1992 à 1993.

## Biographie
Originaire du sud du Tchad, il est diplômé de l'Institut international de l'administration publique (IIAP) de Paris. Au Tchad, il est directeur de la fonction publique jusqu'à la chute de toutes les administrations centrales en 1979. La même année, il est nommé membre du nouveau Comité permanent du Sud, gouvernement de facto du sud du Tchad. Il quitte ses fonctions en novembre 1979 en entrant au Gouvernement d'Union nationale de transition (GUNT), en tant que secrétaire général adjoint. En juillet 1981, il est promu au poste de secrétaire d’État à l’Intérieur du GUNT.

### Sous la présidence de Hissène Habré
Lorsque Hissène Habré forme son premier gouvernement après avoir renversé le GUNT, le 21 octobre 1982, Joseph Yodoyman devient ministre de la Planification. En mars 1984, Hissène Habré lui confie une importante mission à Brazzaville et à Paris, destinée à sonder les chefs de l'opposition du Sud et à vérifier les possibilités de parvenir à un accord avec eux.

### Sous la présidence d'Idriss Déby
Après la chute de Hissène Habré, l'actuel président Idriss Déby choisit Joseph Yodoyman comme deuxième Premier ministre le 20 mai 1992, en remplacement de Jean Alingué Bawoyeu . En juillet, Joseph Yodoyman est exclu de son parti, l'Alliance nationale pour la démocratie et le développement (ANDD), qui l'accusait d'une « dérive autoritaire, voire totalitaire ». Il répond alors qu'il ne veut être « l'otage d'aucun parti » et fonde un nouveau parti, l’Union nationale pour la démocratie et le renouveau. Il reste en fonction jusqu'au 7 avril 1993, date à laquelle Fidèle Moungar, élu par la Conférence nationale, prend sa place. Il meurt quelques mois plus tard, le 22 novembre 1993.